# Bruno Maccallini

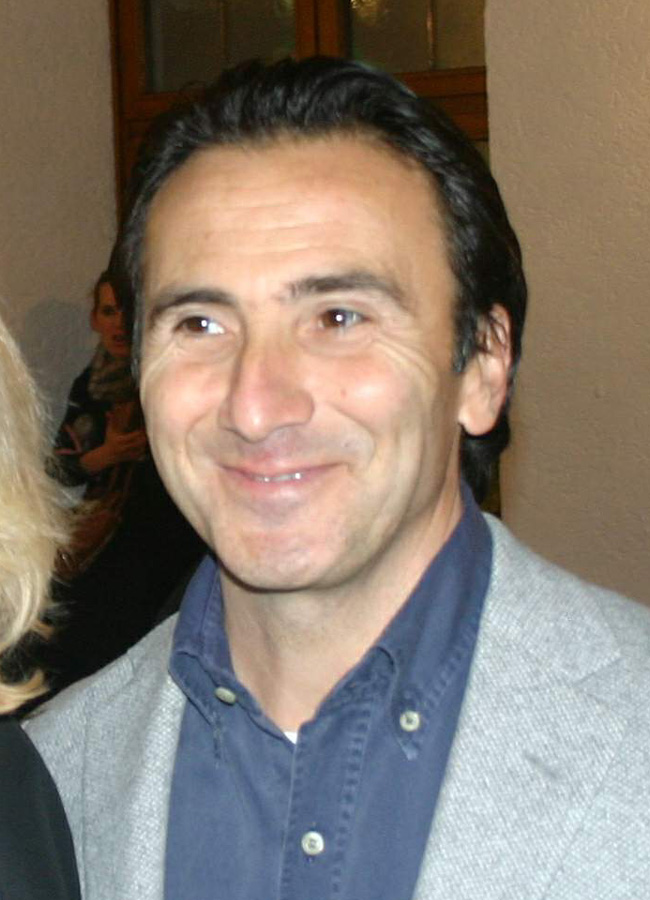
Bruno Maccallini, 2007

Bruno Maccallini (* 7. März 1960 in Avezzano, Italien) ist ein italienischer Schauspieler.
Maccallini lebt in Rom und ist in Italien ein erfolgreicher Theaterschauspieler, Regisseur und Fernsehproduzent.
In Deutschland wurde er ab 1992 bekannt als „Cappuccino-Mann“ in verschiedenen Werbekampagnen („Isch ’abe gar keine Auto, Signorina“).
Von 2003 bis 2013 war er mit der Schauspielerin Jutta Speidel liiert, mit der er zusammen in deutschen Fernsehfilmen spielte.
Zuvor war er in zweiter Ehe seit 1990 mit Patrizia Maccallini verheiratet und bekam mit ihr bald darauf die Tochter Martina. Die Ehe wurde 2009 geschieden.

## Filmografie (Auswahl)
- 1984: Die Freundin meiner Frau (Sotto … sotto … strapazzato da anomala passione)
- 1995: L’anno prossimo vado al letto alle dieci
- 1995: Lovers
- 1997: Unser Charly Spezial
- 1999: Die Todesfahrt der MS SeaStar
- 2000: Morte di una strega
- 2001: Il portiere non c’è mai
- 2001: Don Matteo 2
- 2002: La squadra
- 2003: Das schönste Geschenk meines Lebens
- 2004: Cuore contro cuore
- 2004: Der Ferienarzt auf Capri
- 2006: Donna Roma
- 2008: Um Himmels Willen – Weihnachten in Kaltenthal
- 2009: Alle meine Lieben
- 2011: Salto Vitale
- 2011: Herzflimmern – Die Klinik am See
- 2012: Kreuzfahrt ins Glück – Sizilien
- 2012: Wir haben gar kein Auto
- 2013: Wir haben gar kein’ Trauschein
- 2014: Zwei Esel auf Sardinien